# БТР-60МБ1
БТР-60МБ1 — один из белорусских вариантов модернизации советского бронетранспортёра БТР-60ПБ.

## История
Разработка модернизированных вариантов БТР-60ПБ для вооружённых сил страны и иностранных заказчиков началась на 140-м ремонтном заводе МО РБ в городе Борисов в начале 2000х годов, к 2015 году производство БТР-60МБ1 было освоено.
В 2016 году на базе бронетранспортёра началась разработка командно-штабной машины Р‑185 «Эпоха». Первая машина была направлена на испытания в 2017 году. После завершения опытной эксплуатации, в июле 2020 года Р-185 была официально принята на вооружение вооружённых сил Белоруссии и предложена на экспорт.

## Описание
В ходе переоборудования БТР-60ПБ в БТР-60МБ1 производится капитальный ремонт, ремоторизация (два бензиновых двигателя ГАЗ-49П заменяют на два дизельных двигателя), также устанавливают 5-ступенчатую автоматическую коробку передач с новой карданной передачей, новые приборы панели управления (включая тахометр и счётчик моточасов) и изменённую систему выпуска отработанных газов.
Кроме того, возможна установка нового радиооборудования (радиостанции Р-173, радиоприёмника Р-173П и аппаратуры внутренней связи и коммутации Р-174).

## Варианты и модификации
- Р‑185 «Эпоха» — командно-штабная машина на базе модернизированного БТР‑60 для обеспечения устойчивой связи в звеньях батальон — бригада и батальон — рота[3][6].
- БТР-60МБ1 с боевым модулем АДУНОК-БМ-30 — вариация машины с башней «Адунок», представленная в ноябре 2021 года[7].